# 반광옥
반광옥(1987년 9월 15일 ~)은 대한민국의 가수다. 2011년 싱글앨범 [Ultramarine]으로 데뷔했다.

## 학력
- 서울예술대학 실용음악과

## 방송
- 슈퍼스타K1 (2009) - Top22

## 공연
- 반광옥 와인 & 피아노 콘서트 (2016)
- 이예준 X 반광옥 [연애의 온도] (2017)
- 반광옥 연말 콘서트 - 가을 끝, 겨울 시작 (2017)

## 수상
- 제20회 유재하 음악 경연대회 가창상 (2009)